# McGill (Nevada)
Pour les articles homonymes, voir McGill.
McGill est une census-designated place (CDP) située dans le comté de White Pine, dans l’État du Nevada, aux États-Unis. D'après le recensement de 2020, sa population est de 1 010 habitants.